# Bauleitung
Die Bauleitung (kurz BL) leitet eine Baustelle oder Teile einer Baustelle. Sie ist für die ordnungsgemäße Ausführung der Bauarbeiten verantwortlich. Der Begriff wird sowohl für die Bauleitung des Auftraggebers (Bauherrn) als auch für die Bauleitung des Auftragnehmers (Bauunternehmen) verwendet. Die Tätigkeiten beider Berufsgruppen unterscheiden sich allerdings wesentlich. Während der Bauleiter des Auftragnehmers für den ordnungsgemäßen Ablauf der Bauarbeiten verantwortlich ist, überwacht die Objektüberwachung (Bauüberwachung) u. a. die Einhaltung des genehmigten Bauplans. 

## Begriffsabgrenzung
Im Blatt 1 der VDI 4700 wird der Bauleiter als, Zitat: „Überwacher der ordnungsgemäßen und den genehmigten Bauvorlagen entsprechenden Bauausführung und auch der Einhaltung der Vorschriften zum Unfallschutz [in Anlehnung an MBO § 57 und WbB]“ beschrieben. Die Bestellung eines Bauleiters im bauordnungsrechtlichen Sinne dient zur Durchsetzung öffentlich-rechtlicher Schutzziele.
Im Straßen- und Tiefbau wird der Begriff Bauleitung überwiegend für die Bauleitung der ausführenden Unternehmen verwendet. Die Bauleitung auf Seiten des Auftraggebers wird hier, wegen der §§ 55 und 57 der HOAI, als Bauoberleitung und/oder örtliche Bauüberwachung bezeichnet.
Bauoberleitung und Bauleiter je Gewerk werden vom Auftraggeber, meist vom Bauherrn, eingesetzt. Als „Sachwalter des Bauherrn“ übernehmen sie vorrangig die Überwachung und Überprüfung der zu erbringenden Leistung (Bausoll), koordinieren die Gewerke und sonstige Beteiligte (evtl. Planer, Behörden etc.) und stehen in direktem Kontakt mit dem Bauherrn zur Klärung technischer Fragen. Die Bauleiter dienen weiterhin als Vertretung des Bauherrn auf der Baustelle und sollen in dieser Funktion die Interessen des Bauherrn gegenüber den ausführenden Unternehmen vertreten. Die Bauleitung bzw. Bauführung des Bauunternehmens sorgt für die Koordinierung der Leistungserbringung (Personaleinsatz, Materiallieferungen etc.) und ist Ansprechpartner für den Auftraggeber bzw. die Bauleitung des Auftraggebers. Die Bauleitung umfasst die Tätigkeit des Bauherrn auf der Baustelle. Im Unterschied dazu umfasst die Bauleitung die Tätigkeit des Poliers, d. h. die Leitungsaufgabe des ausführenden Bauunternehmens.

### Objektüberwachung
Die Honorarordnung für Architekten und Ingenieure (HOAI, in der Fassung von 2013) nennt für die Leistungen während der Bauausführung nur die Begriffe „Objektüberwachung (Bauüberwachung)“, „Örtliche Bauüberwachung“ und „Bauoberleitung“. Der Begriff „Bauleiter“ wird in der HOAI nur ein einziges Mal in Anlage 10 bei der Beschreibung einer besonderen Leistung, also einer Leistung, welche nicht durch die HOAI erfasst ist, im Leistungsbild Gebäude und Innenräume genannt.
Im Blatt 1 der VDI 4700 wird die Objektüberwachung als achte Leistungsphase des Leistungsbilds Gebäude und Innenräume der HOAI definiert. Als Anmerkung heißt es hier, Zitat: „In dieser Phase erfolgt das Überwachen der Ausführung des Objekts auf Übereinstimmung mit der Baugenehmigung oder Zustimmung, den Ausführungsplänen und den Leistungsbeschreibungen sowie mit den allgemein anerkannten Regeln der Technik und den einschlägigen Vorschriften. Die Bauleitung leitet eine Baustelle oder Teile einer Baustelle. Sie ist für die ordnungsgemäße Ausführung der Bauarbeiten verantwortlich. [in Anlehnung an HOAI]“
Somit überschneiden sich die Tätigkeiten eines Bauleiters mit dem Leistungsumfang des Planers, der für die Objektüberwachung nach HOAI beauftragt ist. Aber die HOAI nennt im Gegensatz zu der in den LBO beschriebenen Bauleitung keine für die Objektüberwachung notwendigen Qualifikationen und umfasst zudem noch deutlich mehr Tätigkeiten als die Koordinierungsfunktion in Form einer Leitung der Baustelle. Auch kann die Objektüberwachung im Sinne der Leistungsphase 8 der HOAI ein Auftragnehmer, der neben der Planung auch die Bauausführung im Auftrag hat, wie zum Beispiel ein Generalübernehmer, nicht vornehmen. Die Bauleitung mit einer Verpflichtung gegenüber der Bauordnungsbehörde kann jedoch sowohl vom Planer als auch von dem ausführenden Unternehmen erbracht werden.

### Bauleitung (Schweiz)
Gemäss der SIA 118 (Allgemeine Bedingungen für Bauarbeiten) Art. 3 Abs. 3 ist die Bauleitung die Vertretung des Bauherrn. Die Bauleitung kann auch durch den Bauherrn selbst erfolgen. Die Bauleitung kann aus einer oder mehreren Personen bestehen, welche der Bauherr bezeichnet (Art. 33 Abs. 1). Die Vollmacht der Bauleitung ist in einem Vertrag zwischen Bauherr und Bauleitung festzulegen. Bei Fehlen der Regelung gilt eine uneingeschränkte Vollmacht für die Bauleitung gegenüber dem Unternehmer (Ausführende Unternehmung, wie Baumeister) in den Belangen des zu erstellenden Werkes (Art. 33 Abs. 2). Demzufolge sind Entscheidungen der Bauleitung, wie auch die Entgegennahme der Willensäußerungen der Unternehmungen, für den Bauherrn rechtsverbindlich.

## Bauleitung auf der Seite des Auftraggebers

### Bauoberleitung bei der Errichtung von Ingenieurbauwerken und Verkehrsanlagen nach HOAI
In der HOAI sind für die Bauoberleitung (BOL) in den Leistungsbildern Ingenieurbauwerke (§ 43) und Verkehrsanlagen (§ 47) je 15 Prozent der Honorare vorgesehen. In den Anlagen 12 und 13 sind die zugehörigen Grundleistungen und die besonderen Leistungen beschriebenen:

#### Grundleistungen
- a) Aufsicht über die örtliche Bauüberwachung, Koordinierung der an der Objektüberwachung fachlich Beteiligten, einmaliges Prüfen von Plänen auf Übereinstimmung mit dem auszuführenden Objekt und Mitwirken bei deren Freigabe
- b) Aufstellen, Fortschreiben und Überwachen eines Terminplans (Balkendiagramm)
- c) Veranlassen und Mitwirken beim Inverzugsetzen der ausführenden Unternehmen
- d) Kostenfeststellung, Vergleich der Kostenfeststellung mit der Auftragssumme
- e) Abnahme von Bauleistungen, Leistungen und Lieferungen unter Mitwirkung der örtlichen Bauüberwachung und anderer an der Planung und Objektüberwachung fachlich Beteiligter, Feststellen von Mängeln, Fertigung einer Niederschrift über das Ergebnis der Abnahme
- f) Überwachen der Prüfungen der Funktionsfähigkeit der Anlagenteile und der Gesamtanlage
- g) Antrag auf behördliche Abnahmen und Teilnahme daran
- h) Übergabe des Objekts
- i) Auflisten der Verjährungsfristen der Mängelansprüche
- j) Zusammenstellen und Übergeben der Dokumentation des Bauablaufs, der Bestandsunterlagen und der Wartungsvorschriften

#### Besondere Leistungen
- Kostenkontrolle
- Prüfen von Nachträgen
- Erstellen eines Bauwerksbuchs
- Erstellen von Bestandsplänen
- Örtliche Bauüberwachung:
  - Plausibilitätsprüfung der Absteckung
  - Überwachen der Ausführung der Bauleistungen
  - Mitwirken beim Einweisen des Auftragnehmers in die Baumaßnahme (Bauanlaufbesprechung)
  - Überwachen der Ausführung des Objekts auf Übereinstimmung mit den zur Ausführung freigegebenen Unterlagen, dem Bauvertrag und den Vorgaben des Auftraggebers
  - Prüfen und Bewerten der Berechtigung von Nachträgen
  - Durchführen oder Veranlassen von Kontrollprüfungen
  - Überwachen der Beseitigung der bei der Abnahme der Leistungen festgestellten Mängel
  - Dokumentation des Bauablaufs
  - Mitwirken beim Aufmaß mit den ausführenden Unternehmen und Prüfen der Aufmaße
  - Mitwirken bei behördlichen Abnahmen
  - Mitwirken bei der Abnahme von Leistungen und Lieferungen
  - Rechnungsprüfung, Vergleich der Ergebnisse der Rechnungsprüfungen mit der Auftragssumme
  - Mitwirken beim Überwachen der Prüfung der Funktionsfähigkeit der Anlagenteile und der Gesamtanlage
  - Überwachen der Ausführung von Tragwerken nach Anlage 14.2 Honorarzone I und II mit sehr geringen und geringen Planungsanforderungen auf Übereinstimmung mit dem Standsicherheitsnachweis

### Künstlerische Bauoberleitung
Die künstlerische Bauoberleitung überwacht die Ausführung der Gestaltung und Übereinstimmung mit dem Entwurf.

### Öffentlich-rechtlicher Bauleiter
Die Aufgaben und die Qualifikation des Bauleiters mit einer Verpflichtung gegenüber der Bauordnungsbehörde sind in den 16 Landesbauordnungen definiert. In dem § 56 der MBO, welche von vielen Ländern für diesen Teil wörtlich übernommen wurde, heißt es, Zitat:
1. "Der Bauleiter hat darüber zu wachen, dass die Baumaßnahme entsprechend den öffentlich-rechtlichen Anforderungen durchgeführt wird und die dafür erforderlichen Weisungen zu erteilen. Er hat im Rahmen dieser Aufgabe auf den sicheren bautechnischen Betrieb der Baustelle, insbesondere auf das gefahrlose Ineinandergreifen der Arbeiten der Unternehmer zu achten. Die Verantwortlichkeit der Unternehmer bleibt unberührt.
2. Der Bauleiter muss über die für seine Aufgabe erforderliche Sachkunde und Erfahrung verfügen. Verfügt er auf einzelnen Teilgebieten nicht über die erforderliche Sachkunde, so sind geeignete Fachbauleiter heranzuziehen. Diese treten insoweit an die Stelle des Bauleiters. Der Bauleiter hat die Tätigkeit der Fachbauleiter und seine Tätigkeit aufeinander abzustimmen."[5]

Die Verleihung eines Weisungsrechts spiegelt das öffentliche Interesse an den Schutzfunktionen der Bauordnung wider. Daher wird der Bauleiter im bauordnungsrechtlichen Sinne mit der Baubeginnsanzeige bestellt. Es handelt sich um eine öffentlich-rechtliche Funktion, die nur durch eigene Erklärung dem Bauamt gegenüber übernommen werden kann. Daher kann sich das Weisungsrecht auch gegen den Bauherren richten, wenn dieser gegen öffentliche Pflichten verstößt. Bei strenger Auslegung seiner Aufgaben muss der Bauleiter im Notfall die untere Bauaufsichtsbehörde einschalten, wenn seinen Weisungen nicht Folge geleistet wird. Eine im Werkvertragsrecht übliche Haftungsfreistellung durch die Bauherrenschaft schließt sich im bauordnungsrechtlichen Sinne aus. Während der zuständige Bauleiter eines ausführenden Bauunternehmens für die Gewährleistung des Arbeitsschutzes seiner Arbeitnehmer verantwortlich ist, zielt die öffentlich-rechtliche Aufgabe auf das Zusammenwirken aller Gewerke ab.
Häufig werden die Bauleiter des Rohbauunternehmens im bauordnungsrechtlichen Sinne bestellt. In diesem Moment erstreckt sich seine Verantwortung auch auf die anderen Gewerke. Typischerweise ist der Fachbauleiter eines Unternehmens ein Angestellter und unterliegt somit dem Weisungsrecht des Arbeitgebers. Zur Vermeidung der konträr wirkenden Konstellation gibt es keine rechtliche Regelung. In Abgrenzung zum Sicherheits- und Gesundheitsschutzkoordinator (SiGeKo) erscheint die Übertragung des Weisungsrecht als Kriterium zur hierarchischen Einordnung. Eine Teilung des Weisungsrechts ist nicht vorgesehen.

## Bauleitung auf der Seite des Auftragnehmers

### Bauführung bzw. Bauleitung
Die Bauführung der auftragnehmenden Unternehmen sorgt für die termingerechte, qualitätsgerechte und wirtschaftliche Ausführung der Arbeiten. Daneben sind Sicherheit und Gesundheitsschutz sowie der Umweltschutz sicherzustellen. Der Bauführer vertritt den Firmeninhaber und ist damit in der Regel für die Erfüllung der gesetzlichen, behördlichen und berufsgenossenschaftlichen Verpflichtungen verantwortlich.
Auf allen Kleinbaustellen ist der Bauführer nicht ständig anwesend. Die ständige Vertretung ist dann ein Vorarbeiter oder Polier bzw. Schachtmeister. Bei Großbaustellen ist die Bauleitung hierarchisch organisiert:
- Oberbauleiter
- Bauleiter
- Abschnittsbauleiter

#### Aufgaben
- Abstimmung mit dem Bauherrn und dessen Vertretern (Bauleiter)
- Führung der gewerblichen Mitarbeiter mit dem Polier an der Spitze
- Controllingaufgaben (z. B. Termincontrolling oder Kostencontrolling)
- Sicherstellen, dass Baumaschinen, Schalung, Rüstung und Baustoffe rechtzeitig und in der ausreichenden Menge auf der Baustelle verfügbar sind
- Koordination der Subunternehmer
- Abrechnung und Nachtragsmanagement
- Kosten- und Leistungsmeldung
- Anzeige von Behinderungen

## Vergütung
Für die Vergütung der Objektüberwachung und örtlichen Bauüberwachung im Bauherrenauftrag als Werkvertrag sind in Deutschland die in der HOAI festgesetzten Honorare verbindliches Preisrecht. Seit der Entscheidung des EuGH am 4. Juli 2019, die besagt, dass die Höchst- und Mindestsätze in der Honorarordnung für Architekten und Ingenieure (HOAI) gegen die 2006 verabschiedete EU-Dienstleistungsrichtlinie und die Niederlassungsfreiheit in den Mitgliedsstaaten der EU verstoßen, dürfen die Mindest- und Höchstsätze der HOAI nicht mehr verbindlich vorgeschrieben werden, stattdessen sind die Honorare zukünftig frei zu vereinbaren. In Leistungsbild Gebäude und Innenräume, Anlage 10 wird als besondere Leistung, Zitat: „Tätigkeit als verantwortlicher Bauleiter, soweit diese Tätigkeit nach jeweiligem Landesrecht über die Grundleistungen der LPH 8 hinausgeht“ genannt. Besondere Leistung sind Leistungen, welche nicht durch die HOAI erfasst werden. Somit sind also alle Leistungen die über die HOAI hinausgehen per gesonderter Vereinbarung zwischen dem Auftraggeber und -nehmer zu vergüten.
Aus der Bestellung als Bauleiter im bauordnungsrechtlichen Sinne ergibt sich kein Vergütungsanspruch. Wenn die Übertragung der Bauleitung im zivilrechtlichen Sinne erfolgt, besteht nur in besonderen Ausnahmefällen ein zusätzlicher Vergütungsanspruch, wenn gleichzeitig die Bauleitung im Sinne der Bauordnung übertragen wird. Eine solche Konstellation kann sich im Land Brandenburg ergeben. Dort muss ein Objektplaner bestellt werden, der die Bauleitung im bauordnungsrechtlichen Sinne selbst übernimmt oder in seiner Verantwortung durchführen lässt. Nach Abschluss der Bauarbeiten muss eine Fertigstellungserklärung abgegeben werden, aus der hervorgeht, dass das Vorhaben entsprechend den genehmigten Unterlagen errichtet wurde.